# Oconto (Nebraska)
Oconto es una villa ubicada en el condado de Custer en el estado estadounidense de Nebraska. En el Censo de 2010 tenía una población de 151 habitantes y una densidad poblacional de 287,2 personas por km².

## Geografía
Oconto se encuentra ubicada en las coordenadas 41°8′30″N 99°45′43″O / 41.14167, -99.76194. Según la Oficina del Censo de los Estados Unidos, Oconto tiene una superficie total de 0.53 km², de la cual 0.53 km² corresponden a tierra firme y (0%) 0 km² es agua.

## Demografía
Según el censo de 2010, había 151 personas residiendo en Oconto. La densidad de población era de 287,2 hab./km². De los 151 habitantes, Oconto estaba compuesto por el 96.03% blancos, el 0% eran afroamericanos, el 0% eran amerindios, el 0% eran asiáticos, el 0% eran isleños del Pacífico, el 0.66% eran de otras razas y el 3.31% pertenecían a dos o más razas. Del total de la población el 3.97% eran hispanos o latinos de cualquier raza.